# Achyrocalyx vicinus
Achyrocalyx vicinus là một loài thực vật có hoa trong họ Ô rô. Loài này được Raymond Benoist mô tả khoa học đầu tiên năm 1939..

## Phân bố
Loài đặc hữu Madagascar.